# Ostrówek (Lublino)
Ostrówek è un comune rurale polacco del distretto di Lubartów, nel voivodato di Lublino.
Ricopre una superficie di 89,99 km² e nel 2006 contava 4 149 abitanti.